# Hadiya
Hadiya (ሀዲያ: Hadiya ili Hadiyya) je etiopska etnička grupa ljudi koji govore hadiyjskim jezikom. Povijesna definicija naroda Hadiya temeljena na starom sultaniju Hadiya uključivala je brojne etiopske etničke skupine koje su trenutno poznate pod drugim imenima. Trenutno je ovaj povijesni entitet podijeljen na niz etnonima, dijelom s različitim jezicima i kulturnim pripadnostima. U početku su svi bili stanovnici jednog političkog entiteta, Sultanata, koji se u četiri stoljeća nakon raspada rascjepkao u zasebne etničke skupine. Leemo, Sooro, Shaashoogo i Baadawwaachcho ostali su jezična cjelina i sačuvali identitet jedinstva, same Hadije; dok su Libido (Maräqo), Qabeena, Allaaba i Silt'e razvili zasebne etničke identitete. 

## Povijest
Vjeruje se da su Hadiya izvorno potomci izumrlog naroda Harla koji je živio pod sultanatom Showa u devetom stoljeću,  prije invazije poganskog kraljevstva Damot pod vodstvom Sidame. Skup govornika nazvanih Hadiya-Sidama razvio se održavajući islamski identitet i kasnije stvarajući Sultanat Hadiya. Prema hadijinim starješinama, dinastiju su započeli potomci Harar Emira Abadira, koji su se vjenčali sa Sidamom. Najraniji sačuvani spomen Hadije nalazi se u Kebra Nagastu (pogl. 94), što ukazuje da je kraljevstvo postojalo do 13. stoljeća. Još jedan rani spomen nalazi se u rukopisu napisanom na otočnom samostanu jezera Hayq, u kojem se navodi da je nakon osvajanja Damota, car Amda Seyon I. nastavio do Hadije i stavio je pod svoj nadzor koristeći vojske Gura iz moderne Eritreje koja će kasnije postati zemlja naroda Gurage. Kasnije za vrijeme vladavine Amde Seyon, kralj Hadije, Amano, odbio se pokoriti etiopskom caru. Amana je u tome ohrabrio muslimanski "prorok tame" po imenu Bel'am. Amda Seyon je nakon toga krenuo prema Hadiji, gdje je "stanovnike zemlje ubio oštricom mača", ubivši mnoge stanovnike dok je druge porobio. Unatoč takvim kaznenim mjerama, mnogi ljudi iz Hadije služili su u vojnim jedinicama Amda Seyon.
Za vrijeme vladavine Zare Yaqoba, Garaad ili sultan Hadije Mahiko, sin Garaada Mehmada, ponovio je postupke svog prethodnika i odbio se pokoriti abesinskom caru. Međutim, uz pomoć jednog od Mahikovih sljedbenika, Garaad je svrgnut u korist svog ujaka Bamoa. Garaad Mahiko je potom potražio utočište na dvoru sultanata Adal. Kasnije ga je ubio vojni kontingent Adal Mabrak, koji je bio u potjeri. Kronike bilježe da je Adal Mabrak poslao Mahikoovu glavu i udove Zari Yaqob kao dokaz njegove smrti.
Nakon što su vojno zauzeli Hadiyu, mnogi su se kraljevi Etiopije i visoki članovi nasilno oženili Hadiyama; Kraljica Eleni od Hadije jedan je od primjera. To bi rezultiralo ratovima sa susjednim sultanijom Adal, koji nije blagonaklono gledao na zločine koje je Etiopija počinila protiv muslimanske države Hadije. Sultanat Adal je pokušao napasti Etiopiju kao odgovor, međutim kampanja je bila katastrofa i dovela je do smrti sultana Badlaya ibn Sa'ad ad-Dina u bitci kod Gomita. Etiopsko-adalski odnosi nastavili su da se pogoršavati nakon incidenta s Hadijom i dostigli svoj vrhunac u abesinsko-adalskom ratu, Hadiya će se pridružiti adalskim vojskama u svojoj invaziji na Etiopiju tijekom šesnaestog stoljeća. Krajem šesnaestog stoljeća regije Hadiya preplavile su migracije Oromo, tako da danas Arsi Oromo tvrde da su porijeklom Hadije.

## Identitet
Povijesna definicija ljudi Hadiya uključuje brojne etiopske etničke skupine koje su trenutno poznate pod drugim imenima, prema etnologu Ulrichu Braukämperu, koji je tijekom svog istraživanja živio u raznim dijelovima južne i središnje Etiopije više od četiri godine. U svojoj knjizi pod naslovom Povijest Hadije u južnoj Etiopiji uspostavio je veze s drevnim Hadijskim kraljevstvom. Trenutno Hadiya nije homogena etnička skupina, već je podijeljena na niz etnonima, dijelom s različitim jezicima i kulturnim pripadnostima. U početku su svi bili stanovnici jedne političke cjeline, sultanije, koja je u 4. stoljeću nakon raspada i postaje izuzetno raznolika. Libidoo (Maräqo), Leemo, Sooro, Shaashoogo i Baadawwaachcho ostali su jezični entitet i sačuvali identitet jedinstva, same Hadije; dok su narodi Qabeena, Halaba, Siltʼe, klanovi Hadiyya podrijetlom iz Walayte, dijelovi Istočne Gurage, kao i potomci starog sloja Hadiya koji su živjeli s Oromcima i Sidama, razvili zasebne etničke identitete. Hadije su u srodstvu s Hararijima.

## Hadiyya podskupine
1. Trenutne grupe koje govore Hadiyya (pHadiya): Leemo, Sooro, Shaashoogo, Baadawwaachcho, Haballo, Hojje, Sha'ammanna, Gabara, Baadoogo (Weexo Giira-Baadoog, Haballo)
2. Libidoo (Maraqo, Marako) (ukupno oko 27 podskupina): Abaachche, Agabeello, Waaremanna, Weerarmanna, itd.
3. Kušitski jezik: Alaaba i Qabeen
4. Istočno-guraški jezik: Azernet, Barbare, Ulbarag, Woriro, Wolane, Zay, Gadabaano, Abeechcho, Aboosare, Abbiyyo, Gammaso, Wosharmine, Qaalisha, Shandar
5. Klanovi Hadiya u Arsiju i Baleu: Abaanna, Abbayymanna, Abbure, Aboosara, Holbaatmanna, Wonamanna, Woshermine, Yabsanna, Oodomanna, Lataamanna, Insemanna, Dollomana itd.
6. Klanovi Hadiya u Sidami: Buchche (Bushe) (5 klanova): Fakisa, Hollo, Malga, Hadichcho i Awacho
7. Klanovi Hadiya u Wolegi (među Maaca Oromo oko Nekemtea )
8. Klanovi Hadiya u zoni Wolayta (ukupno 11 podskupina): Ansoomooso, Bohalmanna, Doodichchmanna, Haballooso
9. Klanovi Hadiya u Hararu (među Ittu Oromo, ukupno 5 podskupina): Abosaara, Asalmanna, Dooyyomanna, Horsumanna, Tokkomanna
10. Alaaba (ukupno 12 podskupina): Bukaanna, Kitaabo, Kolmine, Shaamanna
11. Klanovi Hadiya u Kambati
12. Klanovi Hadije u Afaru i Somaliji
13. Klanovi Hadiya u Amhari i Tigrayu (Raya)
14. Klanovi Hadije oko Jimme i Kafe

## Društveni i politički život
Nacija Hadiya podijeljena je približno na 16 podklanova. Svaki klan vodi svoju lozu do jednog muškog pretka. Klanovi nisu bili ograničeni na neko određeno zemljopisno područje; živjeli su jedno uz drugo. Neki su klanovi imali prepoznatog vođu, drugi nisu. Međutim, u oba slučaja, vladajuće vijeće starješina vršilo je stvarnu političku moć za svaki klan. Svaki je klan zatim proslijedio vođu svog vijeća vrhu vijeća starješina za cijelu zajednicu. Sveukupno vijeće starješina koje su predstavljale sve klanove tada je vodio poglavar ili glasnogovornik države.
Zona Hadiya dobila je ime po narodu Hadiya, čija domovina pokriva dio ove administrativne podjele. Etiopski nacionalni popis 2007. izvijestio je da se 1.269.382 ljudi (ili 1,5% stanovništva) izjasnilo kao Hadiya, od kojih je 150.087 gradsko stanovništvo. Južne nacije, nacionalnosti i narodna regija dom su za 93,9% ovih ljudi.

## Prirodno okruženje
Područje na kojem žive Hadiye i skupine podrijetlom Hadiya proteže se od gornje Gibe na zapadu do zavoja Wabi Šäbälle na istoku. Preneseno na administrativnu kartu Etiopije 1970-ih, područje obuhvaća južnu Šävu, cijeli General Arsi i sjever Bale. Na današnjoj karti pokriva zonu Hadiya i dijelove zone Gurage na sjeveru Regije Južnih naroda, nacionalnosti i regionalne države (SNNPRS) i neke središnje-južne dijelove Oromije. Geografiju ove regije karakterizira podjela na istočnu i zapadnu zonu Etiopske rasjedne doline, koja je dio velikog istočnoafričkog rasjednog sustava. Glavna područja koje naseljavaju Hadiya, koja su sačuvala svoj izvorni etnički identitet, nalaze se na zapadnom rubu rasjwsne doline; istočno od osi postoje samo dijelovi asimilirani od etničkih skupina koji su poznati pod drugim imenima. Rasjedna dolina proteže se u smjeru sjever-sjeveroistok od približno 6 ° sjeverne širine, kao gruba procjena, i nastavlja se kroz depresiju Awaš prema lijevkastoj Afarskoj nizini. Unutar ove masivne zone puknuća, koja je nastala u srednjem tercijarnom razdoblju, postoji razlika u nadmorskoj visini između 1.250 m (jezero Abbayya) i ponekad i preko 2.000 m.

## Znameniti pripadnici naroda Hadiya
- Beyene Petros - profesor je biologije na Sveučilištu Adis Abeba, bivši član Etiopskog doma narodnih zastupnika, bivši predsjedavajući Foruma za demokratski dijalog u Etiopiji ili Medreku (FDDE), i njegov trenutni šef za odnose s javnošću i vanjske poslove, i predsjednik Etiopske socijaldemokratske stranke (ESDP), članice Medreka.
- Eleni iz Etiopije
- Habtamu Wondimu - profesor socijalne psihologije na Fakultetu za obrazovanje Sveučilišta u Adis Abebi, Etiopija.
- Eshetu Wencheko - profesorica statistike. Bivši predsjednik sveučilišta Addis Abeba i predsjednik osnivača sveučilišnog koledža Alpha.
- Abulo Tumoro - pjevač
- Sintayehu Tilahun - pjevač
- Lapiso G. Dilebo - povjesničar
- Abba Gole Soofeebo Nuunnamo - osnivač crkve kalehiywot u južnoj Etiopiji s Abbom Doogisom, Ato Shiguxeom Daadom, Ato Abebeom Busheerom.

Hasen Enjaamo - kralj haddijske podskupine Qabeen u 19. stoljeću. Daagna Makkoro Xoone - utjecajni kulturni vođa podgrupe Haddiyya Leemo.

## Poveznicce
- Sultanat Hadiya
- Zona Hadiya
- Jezik hadiyya